# Cappella di San Rocco (Budapest)
La cappella di San Rocco è un luogo di culto di religione cattolica situato nel quartiere di Pest, a Budapest. La chiesa fu costruita in un'area allora disabitata e fu dedicata ai santi Rocco e Rosalia, protettori contro la peste che aveva colpito Pest nel 1711. Nel 1740 la cappella fu ampliata alla dimensione attuale e nel 1797 fu aggiunta una torre.
La facciata è decorata con figure barocche di santi, ma gli originali furono sostituiti da copie nel 1908. All'interno, sul muro di destra della navata, si trova un dipinto della Vergine risalente al 1740. Nell'oratorio si può ammirare un'opera del 1838 di Jakab Warsch, in cui è raffigurata la grande inondazione di Budapest.